# Frank Marcus Mann
Frank Marcus Mann (* 25. Februar 1948 in Friedberg) ist ein ehemaliger deutscher Diplomat, der unter anderem von 2003 bis 2007 Botschafter im Jemen, zwischen 2007 und 2010 Botschafter in Kambodscha sowie zuletzt von 2010 bis 2013 Botschafter in Kuwait war.

## Leben
Frank Mann absolvierte nach dem Abitur 1966 zunächst zwischen 1967 und 1969 seinen Wehrdienst bei der Bundeswehr und begann danach ein Studium der Rechtswissenschaften, das er 1973 mit der Ersten juristischen Staatsprüfung sowie 1976 mit der Zweiten juristischen Staatsprüfung abschloss.
Danach begann er 1976 den Vorbereitungsdienst für den höheren Auswärtigen Dienst und trat nach dessen Abschluss 1978 in das Auswärtige Amt ein. Danach folgten Verwendungen an den Botschaften in Burma von 1978 bis 1982 sowie zwischen 1982 und 1984 an der Botschaft in Bulgarien sowie von 1984 bis 1988 als Referent im Auswärtigen Amt.
Nach einer Verwendung von 1988 bis 1991 an der Botschaft in der Volksrepublik China, war Mann zunächst von 1991 bis 1993 als Vortragender Legationsrat Stellvertretender Leiter und dann ab 1993 als Vortragender Legationsrat Erster Klasse Leiter eines Referats im Auswärtigen Amt in Bonn. Von 1996 bis 1999 folgte dann eine Verwendung als Ständiger Vertreter des Botschafters in Finnland.
Von 1999 bis Juli 2003 war Mann erneut Leiter eines Referates im Auswärtigen Amt. Bis 2007 war er schließlich Botschafter in Jemen und von Juli 2007 bis 2010 Botschafter in Kambodscha.
Von Juli 2010 bis Juni 2013 war Mann deutscher Botschafter in Kuwait und trat im Anschluss mit Erreichen der Altersgrenze in den Ruhestand. Nachfolger wurde daraufhin Eugen Wollfarth, der zuvor als Botschafter Leiter der OSZE-Mission in Albanien war.